# Гайдамака Ольга
Ольга Гайдамака (нар. 28 листопада 1990, м. Київ) — українська художниця. Лавреатка Міжнародної мистецької премії імені Архипа Куїнджі (2023).

## Життєпис
Ольга Гайдамака народилася 28 листопада 1990 року в Києві.
Навчалася в Школі мистецтв ім. М. Д. Леонтовича м. Києва. Закінчила Київський національний університет технологій та дизайну.

## Творчість
У деяких картинах Ольги Гайдамаки можна впізнати відомих українців, серед яких: Onuka, Соломія Крушельницька, Ольга Сумська, Богдан Ступка, Наталія Сумська та Ольга Фреймут.
Проілюструвала велику кількість художньої літератури. Твори зберігаються в приватних колекціях України, Канади та США.

## Виставки

### Персональні виставки
- 2016 — Душа України, Літературно-меморіальний будинок-музей Тараса Шевченка, Київ[7];
- 2018 — Духовний спадок, Мистецька зала Інституту філології Київського національного університету імені Тараса Шевченка, Київ[7];
- 2019 — Духовний спадок, Артпростір «Дерево життя», Київ[7];
- 2019 — Шлях до рідного, Обухівський народний мистецький центр, Обухів[7];
- 2020 — Посольство США в Україні, Київ[7];
- 2020 — Шлях до рідного, Бориспільський державний історичний музей, Бориспіль[7][4];
- 2021 — Національний банк України, Київ[7];
- 2022 — Осоння, Чернігівський обласний художній музей імені Григорія Галагана, Чернігів[5][7][8];
- 2023 — Квітування, Галерея мистецтв, Київ[3];
- 2023 — Квітування, бізнес-центр «Space4», Рівне[7].

### Групові виставки
У 2015—2023 роках брала участь у групових виставках.